# Johannson
Johannson ist ein Familienname. Zu Herkunft und Bedeutung siehe Johansson.

## Namensträger
- Colby Johannson (* 1978), kanadischer ehemaliger Schauspieler, Drehbuchautor und Filmregisseur
- Jim Johannson (1964–2018), US-amerikanischer Eishockeyspieler und -funktionär
- John Johannson (* 1961), US-amerikanischer Eishockeyspieler
- Ken Johannson (1930–2018), US-amerikanisch-kanadischer Eishockeyspieler, -trainer und -funktionär
- Klaus Johannson (* 1948), deutscher Mathematiker
- Lena Johannson (* 1967), deutsche Schriftstellerin
- Ulrike Johannson (* 1951), deutsche Schauspielerin und Synchronsprecherin
- Wilhelm Johannson (* 1937), deutscher Sportreporter